# Tellurantimonio
Il tellurantimonio è un minerale.